# کورا جهان‌آباد
کورا جهان‌آباد (به انگلیسی: Kora Jahanabad) یک منطقهٔ مسکونی در هند است که در شهرستان فتح‌پور واقع شده‌است.

## خصوصیات
کورا جهان‌آباد ۴۵٬۴۱۰ نفر جمعیت دارد.